# Gran Horda Nogai
La Gran Horda Nogai fou el principal grup dels nogais a la mort d'Edigu (Idiku), que van emigrar a l'est del Volga i van acampar al Jaik (riu Ural) i al Yemba.

## seglexv
Dos dels fills d'Idiku, Nur al-Din i Kai Kobad van anar a Turan (Sibèria, Chimgi-Tura després Tiumén) i el primer fou el fundador del poder dels anomenats Grans Nogais; fou el pare d'Okas o Vakas, contemporani d'Abu l-Khayr, el primer gran cap uzbek. Okas fou el pare de Musa, Yamgurchi, Alsan o Hassan i Khwrezmi Beg. El darrer va morir en les lluites amb Muhàmmad Xibani i el primer en les lluites contra Burunduk Khan. Els dos primers eren fills de la mateixa mare. Musa i Yamgurchi van estar subjectes a Abu l-Khayr; a la seva mort es van revoltar junt amb un tal Abbas que podria ser Okas. Després van donar suport a Ibak Khan i mercès a aquesta aliança van acabar deposant i matant a Ahmad Khan de l'Horda d'Or (que era cunyat de Yamgurchi).
Els nogais van intervenir a Kazan, a la lluita entre els germans Muhammad Amin i Ali Khan, donant suport a aquest darrer i els russos al primer. Quan Ali fou fet presoner els caps nogais van demnar l'alliberament, que fou refusat pel tsar que no obstant va permetre que una filla de Musa fos casada amb Muhammad Amin, però la germana d'aquest no va rebre permís per casar-se amb el fill de Yamgurchi. Un altre cap nogai destacat en aquest temps era Timur, esmentat com oncle de Musa i, per tant, germà d'Okas, que era aliat dels kans d'Astracan; la filla de Timur, Nur Sultan, fou un personatge notable que es va cassar successivament amb els kans de Kazan Kalil i Ibrahim, i amb Meñli I Giray de Crimea. El 1499 Yamgurchi i Musa van atacar a Abd al-Latif de Kazan segurament en defensa de Muhammad Amin, però foren derrotats pels russos. Yamgurchi va morir poc després en data desconeguda. Va deixar tres fills: Urastla, Aguish i Kujash. Musa es va enfrontar a Kujash per causes desconegudes i fou derrotat i va decidir demanar ajut a Bereke Sultan, el famós rival de Muhàmmad Xibani. Kujash fou derrotat i mort i el seu camp saquejat. Després Musa va cridar a Xibani contra Burunduk Khan i li va fer promeses però quan Burunduk Khan fou derrotat no les va complir.

## seglexvi
El 1505 Muhmmad Amin de Kazan va envair Rússia amb 40.000 homes dels quals 20.000 eren nogais. El cap nogai era el cunyat de Muhammad Amin, que era fill de Musa, i va morir a la lluita. El 1507 el gran príncep de Rússia va demanar als nogais no ajudar més a Muhammad Amin de Kazan. El 1509 apareix un Timur, que podria ser l'abans esmentat, al servei de Basili, que volia fer una expedició a Lituània per rescatar al seu parent Shaykh Ahmed. Les notícies sobre Musa desapareixen en aquest temps. Hauria mort vers 1510 deixant cinc fills: Shigai (assassinat a Astracan), Idiak (Sediak), Sheikh Mamai, Doru, i Isup (o Yusuf). S'esmenten altres dos possibles fills: Ismaïl i Cossum (Hassan?). Mamai apareix esmentat a la lluita entre el kan de Crimea i Shaykh Ahmad de l'Horda d'Or.
El 1509 Mehmed I Giray, hereu de Crimea, va derrotar a Aguish (fill de Yamgurchi), Akhmed Ali i Sediak, caps dels nogais, que atacaven els seus dominis aliats a Abdul Kerim Khan d'Astracan. Akhmed Ali seria probablement el mateix personatge que Sheikh Mamai.
Quan Heberstein, enviat de la cort imperial alemanya, va visitar la cort del gran príncep Basili Ivanovitx, diu que els nogais vivien al darrere del Volga cap a la mar Càspia, principalment al riu Jaik i que eren regits per caps o ducs (mirzes). Sediak tenia llavors Seraichuk i rodalia, Cossum (Hassan?), el territori entre el Kama, el Jaik i el Volga; i el tercer Mamai, una part de Sibèria. Sediak era el degà dels tres.
El 1522 Mehmed I Giray aliat a Mamai va atacar al kan d'Astracan Hussein, i el va expulsar; però Mamai, sospitant que el kan el que volia era conquerir als nogais, es va revoltar i va matar als principals notables del contingent de Crimea i després va assaltar el seu campament obligant-los a fugir cap al Don on molts es van ofegar; es va dirigir a Crimea i va assolar el país i quan Mehmed li va enfrontar un exèrcit de 12.000 homes els va derrotar igualment.
El 1530 Safa Giray de Kazan (1525-1532) la mare del qual era nogai (descendent de Mansur), i estava casat amb la filla de Mamai, va rebre ajut nogai contra l'atac rus. Safa fou expulsat de Kazan el 1532 per una revolta popular i el va succeir Djan Ali (de Kassímov) que només tenia 15 anys (1532-1535) i que va demanar la mà de la filla de Yusuf, el mirza nogai (fill de Musa). Aquesta filla es deia Sukunbeki (Enalei) i no va agradar al kan el qual va morir el 1535 en una revolta popular sent cridat altre cop al tron Safa, que s'hi va casar.
El maig de 1535, Sediak es queixava dels robatoris dels tàtars de Gorodetz (és a dir de Kassímov). Pel mateix temps Sediak també explica que el kan d'Astrakhan fill de Timur Kutlugh, se li havia sotmès (Abdul-Rahman, 1533-1537) i que Ibakof (que podria ser un príncep xibànida de Turan o Tura) i els seus dependents havien fet el mateix. En aquest temps va fer la pau amb els kazakhs i un germà d'Iskandar, el kan uzbek xibànida, fou rebut per Sediak i es va casar amb la seva filla. Al mateix temps el príncep Ismaíl abans citat es queixava dels atacs dels tàtars de Kassímov. Sediak i Mamai van tenir correspondència amb el gran príncep de Rússia em 1534 i 1536.
Mamai va morir vers 1536 i va deixar diversos fills entre els quals Kasim o Kasai Mirza, Khan Mirza (mort jove), Bey Mirza, 
Bi Mirza, Bek Mirza, i Ak Mirza. A la mort de Mamai el seu germà Yusuf era el degà de la família; el 1537 va derrotar els kazakhs. El 1540 va fer una ràtzia a Rússia saquejant diversos pobles però atacat pels tàtars de Kassímov, va perdre els presoners i part del botí. En aquest temps es comencen a esmentar als mirzes nogais Kosh Muhammad i Kel Muhammad, que es queixaven dels atacs de Kassímov.
El 1546 Safa fou expulsat de Kazan per segona vegada del tron però el va recuperar; va governar tres anys i va morir el 1549 i el va succeir el seu fill Utemish Giray (1549-1551) nascut de la princesa nogai Suyunbeka (Sukunbeki). Fou deposat pels russos al cap de dos anys i enviat a Rússia amb la seva mare; Yusuf va demanar l'alliberament de la reina per casar-la amb el nou kan Shah Ali de Kassímov; el tsar va consentir en aquest matrimoni però Utemish va restar com a presoner d'estat.
El 1551 Ali Mirza, fill de Yusuf, va envair Crimea però fou derrotat per Sahib I Giray. El 1552 Shah Ali de Kazan va abdicar sota pressió popular, i Yadigar Muhammad, enemic declarat de Rússia, fou cridat al tron; els russos van conquerir Kazan l'octubre de 1552; els tàtars de la rodalia van començar a patir per la seva pròpia independència i Yusuf llavors va escoltar al sultà de Turquia i va abandonar la lluita contra Crimea i es va aliar també al kan d'Astracan i Ak Mirza (fill de Mamai) es va casar amb una princesa cosina de Yamgurchi, kan d'Astracan (1550-1554).
A banda de Yusuf s'esmenten en aquest temps Ismaïl que va oferir l'aliança al tsar si permetia al seu fill Muhammad Mirza casar-se amb la filla de Shah Ali, kan de Kazan i Kassímov; però aquest que no tenia fills i la seva neboda, filla de Djan Ali, era l'única princesa de la família; el tsar va acceptar però finalment les negociacions no es van culminar. Ismaïl però va restar lleial als russos i quan Yusuf es va aliar a Yamgurchi d'Astracan, va patrocinar a Darwish Ali que aspirava a recuperar el tron (fou kan 1537-1539 i 1554-1556). El 1553 enviats d'Ismaïl van anar a Moscou i es va decidir l'ocupació d'Astracan per castigar a Yamgurchi i també a Yusuf que havia arrestat a un enviat rus de nom Suyunduk Kul Yusufof. L'exèrcit rus va conquerir Astracan, i va expulsar a Yamgurchi i va posar al tron a Derwish Ali. Yamgurchi, ajudat per Yusuf i els tàtars de Crimea, i alguns geníssers turcs, va intentar sense èxit recuperar el tron
El 1555 va morir Yusuf i Ismaïl va governar sobre tots els clans. Yusuf va deixar alguns fills, Yunus, Ali-Akran, Boran, Jan, i Akhmett. Ismaïl va convèncer els russos de construir un fort al delta del Volga, i un altre a Irgiz al modern oblast de Saràtov, on alguns mirzes nogais refusaven sotmetre's. Ismaïl dominava quasi tot el territori nogai; Kassai, suposat fill de Mamai, va governar a Teshovit i Arslan Mirza a Murudin (no localitzada).
Derwish Ali va canviar aviat de bàndol encara que no obertament; va deixar passar als fills de Yusuf que van derrotar a Ismaïl i van matar a Kassai Mirza (Kassaim Mirza) que va deixar alguns fills: Kariamalei Mirza, Yar Arslan Mirza, Uruz Mirza, i Torga Mirza. Ismaïl va agafar la direcció dels seus clans. El tsar va procurar assegurrar-se la lleialtat d'Ismaïl, Arslan i Bassa (Kassam?). El 1556 Derwish d'Astracan va matar als mirzes favorables al tsar i va fugir refugiant-se a una ciutat del Volga; Ismaïl va expulsar els fills de Yusuf del país Nogai. Els caps nogais estaven dividits en les seves simpaties i encara més quan Ismaïl es va haver de retirar davant l'atac dels fills de Mamai amb els que també s'enfrontava; llavors va matar a Arslan i va fer les paus amb la família de Yusuf; així els diversos mirzes van abandonar la causa de Derwish i es van sotmetre a Rússia. Ismaïl va demanar llavors permís per entrar a Crimea; es va demostrar lleial a Rússia i va perseguir a Derwish fins Azov (Derwish després va anar a la Meca). El tsar va informar a Ismaïl i als altres mirzes que havia donat ordes a Cheremisinof i altres oficials del Volga de defensar als nogais contra els cosacs i els tàtars de Crimea i els va garantir el dret de lliure comerç. Els mirzes es van establir a Astracan excepte alguns (nou) que van passar al servei del Khan de Crimea.
El 1556 un príncep hereu d'Àstrakan de nom Toktamish, que vivia a Crimea exiliat i que alguns begs o mirzes volien presentar com a rival de Devlet I Giray (1551-1577) va anar a viure amb Ismaïl. Segurament el tsar pretenia utilitzar-lo contra Crimea i va escriure a Ismaïl i al seu fill Muhammad Mirza demenant el seu enviament a Moscou. Ismaïl va demanar a canvi algun tipus d'autoritat a Astracan, que li fou refusada; Toktamish tot i així fou enviat; l'agost del 1557 el tsar va demanar també l'enviament de la seva dona que vivia amb el seu pare, el mirza Kutum. El 1558 el viatger angles Jenkinson, que després va anar a l'Àsia central, informava d'una gran fam entre els nogais que es presentaven a Àstrakan demanant menjar, però molts estaven malalts i morien en gran nombre. El setembre de 1563 Ismaïl es queixava de les taxes que havien de pagar per anar a Moscou i el tsar va respondre que era tradicional pagar una taxa a Moscou i una al governador de Kolomna.
Ismaïl va morir el 1563 o inicis del 1564. El seu fill Muhammad ja havia mort abans (1562). Els seus fills foren Muhammad Mirza, Din Akhmed Mirza, Kulbai Mirza, Din Bey Mirza, i Uruzli Mirza (Urus Mirza). Mort Muhammad, l'hereu fou Din Akhmed, aliat igualment dels russos. Una filla de Din, Kazandeh, es va casar amb Ali Khan, llavors encara príncep de Sibèria i fill de Kuchum Khan. El 1568 Uruzli va rebre l'enviat del tsar Simeon Malkhof. Els mirzes nogais no tornen a aparèixer fins al 1577, quan Ak Mirza i Bek Mirza, fills de Mamai, foren atacats pels kazakhs; el kan Ak Nazar, deia que volia la pau amb Rússia i amb Taixkent però volia fer la guerra als nogais del Jaik i el Volga. Din Akhmet s'esmenta llavors per darrera vegada i després ja apareix Uruzli com a principal mirza dels nogais.
Christopher Burroughs va estar a Astracan el 1580, i diu que el 26 de febrer el campament de yurtes dels nogais, a un km de la ciutat, es va incendiar i la meitat es va cremar. Diu que eren uns 7000 i subjectes de Russia. El 7 de març de 1580 un exèrcit del kan de Crimea i grups nogais es va presentar a Àstrakan dirigit per dos fills del kan; van bloquejar la ciutat uns dies i després van marxar al nord cap a territori nogai. Sembla que fou el 1580 quan els cosacs de l'Ural o Jaik van establir el seu poder; després de la conquesta d'Astracan els cosacs del Don revoltats van saquejar les regions del Volga i van arribar a atacar a mercaders i a enviats del tsar; per això Ivan el Terrible va enviar un exèrcit sota Ivan Murashkin que els va dispersar; una secció ers va desplaçar al nord manats per Iermak Timoféievitx, on van acabar dominant el Kanat de Sibèria; Iermak era considerat un rebel però es va arranjar amb el tsar. Una altra secció se'n va anar al Terek i va fundar una colònia cosaca a la zona, que va originar els cosacs del Terek. I un tercer grup va marxar a l'est a la vora de la mar Càspia a la desembocadura del Jaik i van fundar els cosacs de l'Ural. Allí van sentir a parlar de la capital dels nogais, Seraichuk, que van atacar i capturar el 1580, cremant els seus edificis; fins i tot els cossos de les tombes foren desenterrats. El mirza nogai Urus en parlava amb el tsar en cartes del 1581; els nogais van haver d'emigrar més al nord; el 1583, instigats per Mehmed II Giray de Crimea i per Kuchum Khan de Sibèria van devastar les ribes del Kama (Khama). Els cosacs van construir una nova capital coneguda com a Uralsk (1584) rodejada de muralles, i van esdevenir el terror dels nogais, especialment d'Urus, fill d'Ismaïl.
La pèrdua de Seraichuk, i l'establiment dels cosacs va desorganitzar als nogais i els seus clans es van dispersar. El 1594 Kuchum Khan de Sibèria va fer aliança amb grups nogais dirigitz per Mirza Ali, que era segurament el fill de Yusuf que dominava sobre els pobres de Mersloi Gorodok, Turash, Kirpikiy i Malegorodziy a l'estepa de Barabinski al Irtix. El 1595 Muhammad Kul, fill d'Hajim Muhammad de Coràsmia, derrotat pels uzbeks de Transoxiana, es va refugiar a la zona dels Urals amb el nogai Mirza Kuchuk, que era germà de la seva dona i net d'Ismaïl (fill del fill gran Muhammad); Kuchuk el va entregar als russos; als arxius russos figura amb autoritat sobre uns 20.000 subjectes i acampava a l'estiu a Kazan i a l'hivern al Volga.

## seglexvii
El 1601 els nogais estaven dividits en dues seccions: una subjecte a Urus que eren els Gran Nogais o Gran Horda Nogai, i l'altra subjectes a Kassai que eren els Petits Nogais (Petita Horda Nogai); en aquest any Alta Ulishaim i Yan Arslan, fills d'Urus, preparaven un atac contra el seu oncle Kassai; abans de l'atac van voler posar a les sevss dones i fills en lloc segur, portant-les a la zona del riu Iset (entre el Iset i el Mias) on, després de la guerra, ells mateixos hi emigrarian en nombre d'uns 7.000; dissensions entre els mirzes van fer impossible l'atac; Yan Arslan estava enfrontat a Ishterek, fill de Din Akhmet, que va causar diversos problemes i el tsar Boris els va haver d'ordenar viure en pau; en realitat sembla que era Boris el que instigava els conflictes entre mirzes; un grup de 300 homes manats per un tal Urus, segurament un germà de Yan Arslan, va atacar la frontera russa i es va establir a la zona dels rius Abuga i Ui, atacant als tàtars subjectes de Rússia i es va aliar al príncep Ali Khan de Sibèria. El 1608 aquest grup de nogais va atacar el districte de Tiumén i diversos establiments del riu Pishma; els saquejadors foren perseguits pels russos manats per l'ataman Drushina Yurief, sent atrapats a l'altre costat del Iset i derrotats, perdent els presoners. El 1610 encara aquestos nogais van atacar als baixkirs del riu Mias, retornant sense problema.
El novembre del 1604 el boiar Simeó Godunof va arribar a Astracan amb plens poder del tasr per arranjar les diferències entre mirzes nogais. Va reunir els principals caps i va nomenar Ishterek, fill de Din Akhmet, com a cap suprem i el va fer jurar que combatria a perpetuïtat contra els enemics de Rússia, recollint el mateix jurament de tots els descendents d'Ismaïl; els títols dels prínceps haurien de ser confirmats pel tsar i quedaven prohibides les relacions amb el xa de Pèrsia, el sultà de Turquia, el kan de Crimea, els kans de Bukharà i Khivà, els kazakhs, el shevkal dels calmucs i el circassians. Ishterek acamparia a l'estepa d'Astracan, al Terek, el Kuma i el Volga prop de Tsaritsin, i dominaria a la gent de Kassai, de la Petita Horda de manera que entre la mar Negra i la mar Caspia només hi hauria una horda sota el seu comandament. D'acord amb aquestos plans, Ishterek va atacar als nogais d'Azov que foren reduïts a la pobresa i van haver de vendre als seus fills a Astracan.
Però aquest trcatat no va assegurar la pau i el 1613 els nogais d'Ishterek estaven atacant terres a Ucraïna i travessaven l'Oka atacant llocs propers a Kolomna, Serpukhof i Moscou, oposant-se a la pujada al tron de Miquel Romanof; sembla que Ishterek havia donat suport al segon fals Dimitri el darrer reducte del qual fou el Volga inferior, on els seus partidaris polonesos es van retirar el 1614 amb la seva esposa Marina i el seu fill. Tots foren capturats pels moscovites al riu Ural o Jaik en territori nogai.
Posteriorment la seva història es fragmentaria. Els calmucs van començar a aparèixer sobre les estepes del Jaik i els van derrotar. Encara que hi havia alguna ràtzia aïllada el primer atac important dels calmucs fou el 1606 quan van envair el districte de Tura, a petició dels prínceps de Sibèria pretendents al kanat. Un exèrcit rus enviat contra ells la primavera del 1607 només va aconseguir un èxit parcial; van seguir xocs els següents anys; vers el 1620 la terrible derrota dels calmucs davant els mongols els va obligar a emigrar a l'oest; pressionats al mateix temps pels kazakhs, es van escampar per Sibèria sota els seus caps Karakula, Dalai i Mergen, i es van establir al Chumishi, al Ob i al Tobol; l'enfrontament amb els nogais, que pasturaven aquestes terres, era inevitable; però els calmucs seguien pressionant encara més a l'oest arribant al país dels baixkirs; els nogais haurien estat expulsats, doncs el cap calmucs Uruslan Taisha, demanava que els baixkirs paguessin el tribut que abans pagaven als nogais. Els que més pressionaven eren els torguts, manats per Urluk. En aquest temps el cap nogai era Kanabei Mirza, que va estar un temps retingut com a ostatge a Astracan pels russos però fou alliberat a la primavera següent. Kanabei va proposar a Urluk, vers 1632, una aliança per atacar Astracan, però l'atac no es va arribar a fer a causa d'algun conflicte, doncs el 1633, Urluk i el seu fill Daitshing, amb ajut d'un rebel mirza nogai de nom Saltania, va atacar Kanabei (o Kanai) que va haver de demanar ajut a Moscou que va enviar ordes als comandants de Tobolsk, Tiumén, i Tura de marxar contra Urluk, però les ciutats russes eren massa llunyanes per fer cap ajut efectiu. Kanabei o Kanai és esmentat amb el cognom de Tambaief que vol dir el fill de Ten (és a dir de Din i, per tant, el net d'Ismaïl); els seus germans i nebots i els fills d'Urus i de Din Akhmet, se li van unir en la petició d'ajut a Rússia.
El 1643 Urluk, amb els seus fills i nets, es va traslladar al districte d'Astracan per intentar separar als prínceps nogais de la seva aliança amb Rússia però atacat per un contingent rus va morir en combat amb alguns fills i nets. Dos fills d'Urluk, Yeldeng i Loosang, van creuar poc després el Jaik i van entrar a l'estepa del Volga on van sotmetre alguns clans nogais i als turcmans de l'Horda del Camell Roig (Ulan Tuman) que vivien al sud del Yemba. Els nogais que vivien a la regió del Volga van quedar subjectes als calmucs.
El calmuc Ayuka, que va pujar al tron el 1672, va intentar separar als Nogais de la Petita Horda de la seva dependència de Crimea i va demanar ostatges a les hordes de Kassai i Yedissan. El 1673 quan Ayuka va fer homenatge als russos i va prometre obediència en nom propi i en el dels els mirzes nogais de les hordes de Yedissan, Yembulad, Mailebash i Keletshin que li estaven sotmesos. Mamadamim Urussof (el cognom vol dir "fill d'Urus"), a cap dels nogais Yedissan Nogais, i el mirza Kan Mambez, foren delegats per Rússia pels contactes amb Ayuka, al que van visitar al lloc anomenat Kara Tepe a l'estepa de Kuma. Sota Ayuka la Gran Horda Nogai es va dividir en seccions; la majoria va abandonar les estepes del Jaik i el Volga per anar a les Kuban i Kuman.

## seglexviii
El 1701 els Yedissans tenien el campament a Jinjik prop de territori circassià i eren tots o quasi tots subjectes del kan de Crimea doncs el 1707, en la seva guerra contra els circassians Qaplan I Giray de Crimea fou ajudat per un contingent de nogais de les tribus Istuakoghli (Ishterek Oghli?), Yuvarlak, Kitai Kipchak i Yedissan, coneguts en conjunt com Yaman Sadak, que formaven una força de 30.000 homes.
A la mort d'Ayuka el 1734, els nogais de la gran horda que vivien a la Regió del Kuban i que havien estat dependents del sobirà calmuc, es van independitzar i els Yedissan i Yembulad van emigrar per les estepes de Crimea i es van unir als belgorodians o tàtars d'Akkerman que estaven sota protectorat rus. La causa és que al perdre la protecció dels calmucs els nogais estaven en males relacions amb els circassians i amb la Petita Horda Nogai. Després els van seguir els kitai kipchak (del grup yedijeks). Els Yedissan estaven manats per un seraskler i els yembulad per un caimacan, nomenats pel kan de Crimea.
Els grans nogais van seguir vivint al districte entre el Bug i Azov fins al 1770 quan descontents del seu senyor el kan de Crimea per l'alta taxació, van rebre permís dels russos per retornar a Kuban. Després de l'atac rus de Dolgoruki a Crimea el 1771, una part de la tribu Yambulad es va establir al Manitch inferior i una altra al superior; l'horda de Yedishkul es va establir al baix Kuban i l'horda d'Akkerman o Bielogorod a Taman i Temruk. Al final el 1779, després d'alguns atacs als calmucs i als circassians, tropes russes i foren enviades sota comandament del general Suvarof que va rebre ordes de portar a les hordes dissidents a les estepes del Dnièper. No acostumats a la submissió grups de nogais van creuar el Kuban i en els anys següents es van dispersar i el 1788 van esdevenir preses de les nacions de les muntanyes; una secció es va establir a l'estepa entre el riu Berda i Moloshnye Vody; un altre a la vora dels rius Kuma i Podkuma i les muntanyes Beshtau; i una tercera va creuar el Kuban i es va posar sota protecció dels turcs; molts foren fets presoners a Anapa, i transportats a la Taurida, sent repartits entre els nobles d'aquesta província; d'aquestes tres seccions, la primera era íntegrament de membres de la Gran Horda.
Vers 1791 foren portats al Kuban entre el Berda i el Moloshna. La tribu Yedissan, amb 3.425 homes, estava dirigida el 1793 per Baiazet Bey, i pasturava pel Moloshna; els Yambulad, amb 1.103 membres, pasturava al Karsak; i els Yetishkul amb 533 membres, al riu Berda. Esteven agregats al districte de Melitopolsk, dins del govern de Taurida i no tenien prínceps ni altres títols que el de mirza. Von Shegulin, governador rus de Taurida, els va donar gra i els va instar a esdevenir agricultors.
El 1793 el cens de nogais a Crimea donava 4.331 mascles i 3.893 femelles i eren considerats subjectes russos. Altres grups (Yedissan i Yambulak, Nedishkuls o Yedishkuls i Kara Nogais) vivien al Caucas entre el Kuma i la mar Càspia. Tots eren musulmans.

## Llista de mirzas
- Kai Kobad vers 1419-?
- Okas o Vakas vers 1450
- Yamgurchi vers 1468-1499
- Musa vers 1499-1510
- Sediak vers 1510-1535
- Mamai vers 1535-1536
- Yusuf 1536-vers 1555
- Ismaïl vers 1555-1564
- Din Akhmed Mirza 1564-1578
- Uruzli Mirza (Urus Mirza) 1578-1601
- Yan Arslan i Ishterek 1601-1604 (en disputa)
- Ishterek 1604-1614
- als calmucs 1614-1734
- Divisió en seccions abans de 1734